# Dada Para!!
Singles de Girl Next Door
Silent Scream
(2011) Rock Your Body
(2011)
Dada Para!! est le 12esingle du groupe Girl Next Door sorti sous le label Avex Trax le 7 septembre 2011 au Japon. Il arrive 23e à l'Oricon. Il reste classé deux semaines et se vend à 4 622 exemplaires en tout. Il sort au format CD, CD+DVD et CD+Live DVD.
Pure a été utilisé comme pour le NHK mobile drama Kingyo Club. Dada Para!! se trouve sur l'album Agaruneku!.

## Liste des titres
| 1. | Dada Para!! (ダダパラ！！)                | 4:08 |
| 2. | Pure                                      | 5:03 |
| 3. | Summer Breeze                             | 5:18 |
| 4. | Dada Para!! (Instrumental) (ダダパラ！！) | 4:08 |
| 5. | Pure (Instrumental)                       | 5:03 |

| 1. | Making Movie(1)               |  |
| 2. | Dada Para!!                   |  |
| 3. | Making Movie(2)               |  |
| 4. | Yume no Katana (ユメのカタナ) |  |

| 1. | Making Movie(1)                                       |  |
| 2. | FREEDOM （LIVE"Destination"）                         |  |
| 3. | Making Movie(2)                                       |  |
| 4. | Yume no Katana （LIVE"Destination"） (ユメのカタナ)   |  |
| 5. | Making Movie(3)                                       |  |
| 6. | Unmei no Shizuku （LIVE"Destination"） (運命のしずく) |  |
| 7. | Making Movie(4)                                       |  |